# Дара (Сенегал)
Дара (фр. Dahra) — місто на півночі центральної частини Сенегалу, на території області Луга.

## Географія
Місто розташоване приблизно за 264 км на північний схід від столиці країни, міста Дакар, на висоті 61 м над рівнем моря .

## Населення
За даними на 2013 рік чисельність населення міста становила 31 195 осіб .
 Динаміка чисельності населення міста за роками: 
| 1997   | 2001   | 2002   | 2013   |
| ------ | ------ | ------ | ------ |
| 13 220 | 15 322 | 26 486 | 31 195 |